# Sekundární pohlavní znaky

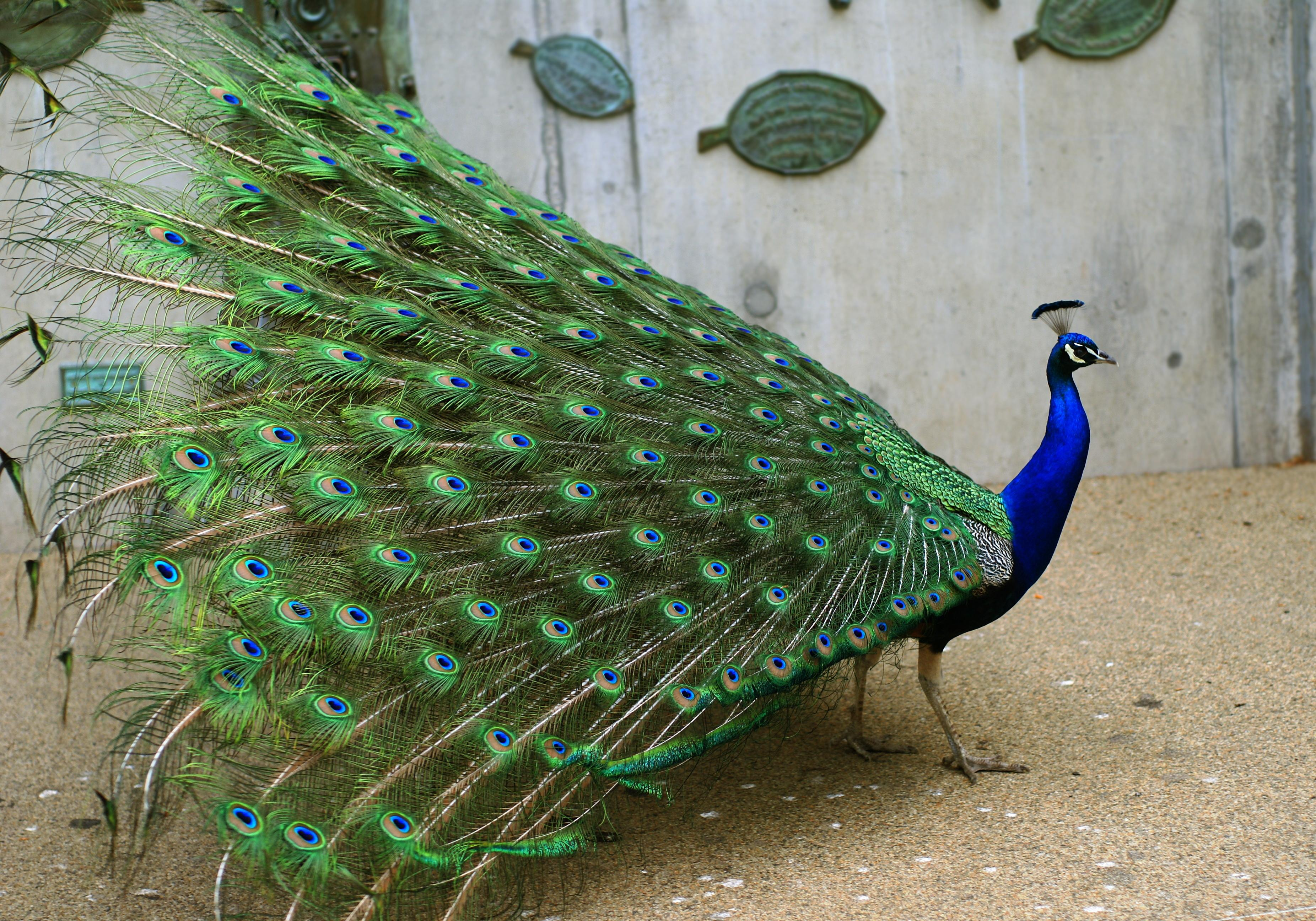
„Ocas“, neboli tzv. vlečka, je u páva korunkatého sekundárním pohlavním znakem

Sekundární pohlavní znaky jsou znaky odlišující příslušníky opačného pohlaví stejného druhu, které však, na rozdíl od primárních pohlavních znaků, nejsou přímou součástí rozmnožovací soustavy. Vytvářejí se v průběhu dospívání, což je u lidí v období puberty.
Rozdíl ve vzhledu samce a samice dané sekundárními pohlavními znaky se nazývá pohlavní dimorfismus.

## Lidské sekundární pohlavní znaky
V období pohlavního dozrávání (puberty) je oběma pohlavím společný růst tělesného ochlupení v podpaží a v pubické oblasti.
U mužů ovlivňuje sekundární pohlavní znaky především hormon testosteron a patří k nim zejména:
- zrychlený růst postavy a svalové hmoty,
- silnější, hrubší kůže a změny rozložení podkožního tuku,
- prohloubení hlasu

U žen zahrnují sekundární pohlavní znaky:
- růst prsů,
- nárůst podkožního tuku,
- rozšíření pánve a boků.

K vývinu sekundárních pohlavních znaků někdy nemusí dojít, např. dojde-li před pubertou ke kastraci.